# Рівняння Лапласа
Рівня́ння Лапла́са — однорідне лінійне рівняння в часткових похідних другого порядку еліптичного типу.
{\displaystyle \Delta u=\nabla ^{2}u={\frac {\partial ^{2}u}{\partial x^{2}}}+{\frac {\partial ^{2}u}{\partial y^{2}}}+{\frac {\partial ^{2}u}{\partial z^{2}}}=0}.
Функції, які задовольняють рівнянню Лапласа, називаються гармонічними.
Відповідне неоднорідне рівняння називається рівнянням Пуассона.

## Інші форми запису рівняння Лапласа
В циліндричних координатах:
{\displaystyle \Delta f={\frac {1}{r}}{\frac {\partial }{\partial r}}\left(r{\frac {\partial f}{\partial r}}\right)+{\frac {1}{r^{2}}}{\frac {\partial ^{2}f}{\partial \phi ^{2}}}+{\frac {\partial ^{2}f}{\partial z^{2}}}=0.}
У сферичних координатах:
{\displaystyle {1 \over r^{2}}{\partial  \over \partial r}\left(r^{2}{\partial f \over \partial r}\right)+{1 \over r^{2}\sin \theta }{\partial  \over \partial \theta }\left(\sin \theta {\partial f \over \partial \theta }\right)+{1 \over r^{2}\sin ^{2}\theta }{\partial ^{2}f \over \partial \varphi ^{2}}=0.}

## Застосування у фізиці
- Рівняння Лапласа описує електростатичне поле в просторі без електричних зарядів.
- Рівнянням Лапласа описується стаціонарний розподіл температури у просторовому тілі.
- Рівнянню Лапласа задовольняє потенціал гравітаційних хвиль на поверхні рідини.